# Andreas Leinhäupl
Andreas Leinhäupl (* 8. Dezember 1966 in Hamm) ist ein deutscher römisch-katholischer Theologe. Er ist Professor für Biblische Theologie an der Katholischen Hochschule für Sozialwesen Berlin (KHSB).

## Leben
Leinhäupl studierte von 1988 bis 1995 Katholische Theologie und Germanistik an der Westfälischen Wilhelms-Universität Münster und schloss mit dem Diplom in katholischer Theologie ab. Von 1995 bis 2000 arbeitete er als wissenschaftlicher Mitarbeiter bei der Gemeinschaftsverwaltung der Katholisch-Theologischen Fakultät (Klemens Richter) bzw. am Seminar für Zeit- und Religionsgeschichte des Neuen Testaments (Karl Löning) und promovierte im Sommersemester 2000 zum Doktor der Theologie mit einer Arbeit zum Johannesevangelium.
Zwischen 1999 und 2010 übernahm er regelmäßig Lehraufträge im Fach Biblische Theologie in Essen, Dortmund, Saarbrücken und Darmstadt. Von 2000 bis 2004 arbeitete er als theologischer Referent für Religionspädagogik im Elementarbereich beim Diözesan-Caritasverband für das Erzbistum Köln. Von 2005 bis 2007 arbeitete er als wissenschaftlicher Mitarbeiter im DFG-Projekt Herrenmahl und Gruppenidentität beim Seminar für Exegese des Neuen Testaments der Universität Münster. Anschließend übernahm er von 2008 bis 2013 die wissenschaftliche Begleitung des Katechetischen Prozesses „Vom Wort des Lebens sprechen wir“ im Bistum Osnabrück und war hier von 2012 bis 2013 Geschäftsführer der Initiative „Glaube im Gespräch“ sowie Koordinator des Bereiches Glaubenskommunikation im Seelsorgeamt. Von 2013 bis 2016 begleitete er das Projekt Kita – Lebensort des Glaubens, ein Projekt zur Weiterentwicklung des pastoralen Qualitätsprofils der katholischen Kitas im Bistum Münster.
Seit 1. November 2016 ist Leinhäupl Professor für Biblische Theologie an der Katholischen Hochschule für Sozialwesen Berlin (KHSB) und seit 2019 Leiter des Berliner Instituts für Religionspädagogik und Pastoral (BIRP).

## Publikationen (Auswahl)

### Monografien
- Logbuch Bibel. Eine Einführung in das Alte und Neue Testament, Stuttgart 2020 (gemeinsam mit Christian Schramm[1] und Andrea Pichlmeier[2]).
- Bibel lesen. Ein Werkzeugkasten für Einsteiger, Stuttgart 2019.
- Rettendes Wissen im Johannesevangelium. Ein Zugang über den narrativen Rahmen (1,19-2,12 – 20,1-21,25) (NTA 45), Münster 2003.

### Herausgeberschaften
- Angewandte Theologie interdisziplinär, Ostfildern 2021 (erscheint im Oktober 2021 im Matthias Grünewald Verlag, gemeinsam mit Ralf Gaus[3]).
- Handbuch Bibel-Pastoral. Zugänge – Methoden – Praxisimpulse, Ostfildern 2018 (gemeinsam mit Jens Ehebrecht-Zumsande[4]).
- Kindergartenpastoral. Rahmenbedingungen – Praxisbausteine – Perspektiven, Ostfildern 2016 (gemeinsam mit Heike Helmchen Menke[5]).
- Die Josefsgeschichte (Bibelauslegungen mit Praxisvorschlägen), Stuttgart 2013.
- miteinander glauben (er)leben - Eine Arbeitshilfe für die Religionspädagogik im Elementarbereich, Osnabrück 2012.
- Das Markusevangelium (Bibelauslegungen mit Praxisvorschlägen), Stuttgart 2012.
- Freundschaft und Katechese. Ermutigungen und Leitgedanken für Katechetinnen und Katecheten, Osnabrück 2012 (gemeinsam mit Thomas Stühlmeyer).
- Psalmen. Das Leben ins Gebet nehmen (Bibelauslegungen mit Praxisvorschlägen), Stuttgart 2011.
- Der Epheserbrief. Von der Anziehungskraft gelebter Kirche (Bibelauslegungen mit Praxisvorschlägen), Stuttgart
- Jetzt verstehe ich die Bibel, Stuttgart 2010.
- Anfänge. Jahrbuch Biblisches Forum II, München 2004 (gemeinsam mit Stefan Lücking und Jesaja Michael Wiegard).
- Die Weisheit. Ursprünge und Rezeptionsformen, FS Karl Löning (NTA 44), Münster 2003 (gemeinsam mit Martin Faßnacht und Stefan Lücking).
- Katholische Theologie studieren. Themen und Disziplinen (Theologische Einführungen 1), Münster 2000 (gemeinsam mit Magnus Striet).
- Steine und Texte. Jahrbuch Biblisches Forum 1999, Münster 2000 (gemeinsam mit Stefan Lücking und Jesaja Michael Wiegard).
- Fremde Zeichen. Neutestamentliche Texte in der Konfrontation der Kulturen (Theologie 15), Münster 1998 (gemeinsam mit Stefan Lücking).